# Haliclona lutea
Haliclona lutea är en svampdjursart som först beskrevs av Lendenfeld 1887.  Haliclona lutea ingår i släktet Haliclona och familjen Chalinidae. Inga underarter finns listade i Catalogue of Life.